# Лютик, Виктор Владимирович
Ви́ктор Влади́мирович Лю́тик (фин. Viktor Lioutik; род. 24 ноября 1952, Гродно) — священнослужитель Русской православной церкви, митрофорный протоиерей; настоятель Покровского храма в Хельсинки.
Представитель Московского патриархата в Финляндии (с 1999) и временно исполняющим обязанности благочинного Шведского благочиния Русской православной церкви (с 2004).
Тезоименитство — 11 (24) ноября (мученик Виктор).

## Биография
Родился 24 ноября 1952 года в городе Гродно, в семье священнослужителя. С 1958 года находился в Иерусалиме, где его отец в сане диакона исполнял обязанности секретаря Русской духовной миссии. В 1960 году, в связи с назначением отца священником Князь-Владимирского собора, семья переехала в Ленинград. В период обучения в советской средней школе, был единственным из класса не состоявшим в рядах ВЛКСМ.
В 1972 году поступил в Ленинградскую духовную семинарию, по окончании которой продолжил обучение в Ленинградской духовной академии, обучение в которой завершил в 1978 году.
В 1978 году вступил в церковный брак, после чего 26 августа 1979 года митрополитом Ленинградским Антонием (Мельниковым) был хиротонисан во диакона и в течение восьми месяцев проходил дьяконское служение в храме преподобного Серафима Саровского на Серафимовском кладбище в Ленинграде. 4 мая 1980 года тем же митрополитом был хиротонисан во пресвитера с прохождением службы в Николо-Богоявленском соборе города Ленинграда.
С 12 февраля 1985 года в качестве стипендиата Евангелическо-лютеранской церкви Финляндии прибыл в Финляндию для обучения на богословском факультете Хельсинкского университета, который окончил в 1991 году. В период обучения оказывал помощь в совершении богослужений священнослужителям Покровского русского прихода в Хельсинки.
В конце 1998 года был избран и утверждён настоятелем Покровского прихода Хельсинки .
19 июля 1999 года решением Священного синода Русской православной церкви назначен Представителем Московского патриархата в Финляндии с поручением осуществлять контакты с Финляндской архиепископией Константинопольского патриархата, с Евангелическо-лютеранской церковью Финляндии, а также с государственными, религиозными, общественными организациями и средствами массовой информации.
24 декабря 2004 года решением Священного синода (журнал № 95) назначен временно исполняющим обязанности благочинного приходов Русской православной церкви в Швеции.
В 2009 году был делегатом Поместного Собора Русской православной церкви, проходившем в Москве

## Семья
- Отец — Владимир Владимирович Лютик[5] (1923—1981, Ленинград), протоиерей, родился в деревне Половки[вд] в Гродненской области, в Белоруссии. В 1939 году окончил первый курс псаломщической школы в Свято-Онуфриевском монастыре. С 1941 по 1945 годы служил псаломщиком Петропавловской церкви в Волпе в Волковысском районе Гродненской области. В 1948 году хиротонисан во диакона и служил в Покровском кафедральном соборе города Гродно. С 1953 по 1961 годы учился в Ленинградских семинарии и Духовной академии. С 1958 по 1959 годы исполнял обязанности секретаря Русской духовной миссии в Иерусалиме. 15 февраля 1960 года был хиротонисан во пресвитера и служил в Князь-Владимирском соборе, затем (до 1962 г.) в Спасо-Преображенском соборе города Ленинграда. С 1962 года был настоятелем Никольской Большеохтинской церкви. С января 1964 года — священник Николо-Богоявленского кафедрального собора. В 1965 году возведён в сан протоиерея и назначен настоятелем Спасо-Парголовского храма. После 1972 года был настоятелем Спасо-Преображенской церкви посёлка Толмачёво Ленинградской области. В 1975 году назначен настоятелем церкви Серафима Саровского на Серафимовском кладбище.
- Мать — Зинаида Артемьевна Лютик
- Жена — Лариса Павловна Лютик (7 июля 1959 — †8 мая 2007, Хельсинки)
  - Дочь — Елена Викторовна Лютик (род. 18 августа 1980), была замужем за Романом Ерохиным; сын Павел (род. 4 апреля 2003), дочь — Александра (род. 28 декабря 2004).
  - Сын — Александр Викторович Лютик

## Награды
- 1990 — Орден святого Агнца.
- 2000 — Медаль ордена «За заслуги перед Отечеством» II степени (11 августа 2000 года, Россия) — за большой вклад в развитие духовных и культурных связей зарубежной общественности с Россией[6].
- 2002 — Орден святого Иннокентия
- 2010 — Орден Дружбы (24 декабря 2010 года, Россия) — за большой вклад в укрепление дружбы между народами России и скандинавских стран[7][8].